# باولينو تافاريس
باولينو تافاريس هو لاعب كرة قدم برتغالي في مركز الوسط، ولد في 10 ديسمبر 1984 في لشبونة في البرتغال. لعب مع نادي قبله ونادي كريتيل.

## وصلات خارجية
- باولينو تافاريس على موقع قاعدة بيانات كرة القدم.إي يو (الإنجليزية)
- باولينو تافاريس على موقع Soccerway.com (الإنجليزية)